# NGC 3743
NGC 3743 é uma galáxia elíptica (E-S0) localizada na direcção da constelação de Leo. Possui uma declinação de +21° 43' 23" e uma ascensão recta de 11 horas, 35 minutos e 57,3 segundos.
A galáxia NGC 3743 foi descoberta em 18 de Março de 1874 por Ralph Copeland.